# 什未林采邑主教区

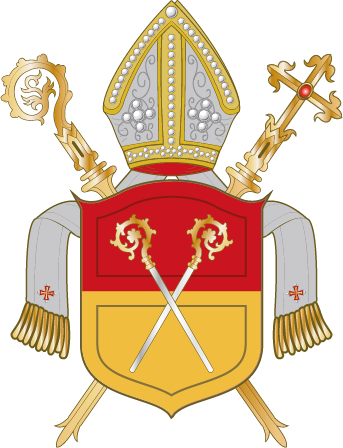
什未林采邑主教紋章

什未林采邑主教区（德語：Fürsterzbistum Schwerin）是德國梅克倫堡-什未林的一個天主教教區。 第一位主教於1053年在教區被任命，該教區於1994年废止。